# Commandement général

Pavillon du commandement général d'état-major (1871-1918)

Le commandement général est la désignation de l'autorité de commandement et d'administration d'un corps d'armée et du corps associé dans les armées bavaroise, prussienne, saxonne et wurtembergeoise avant et pendant la Première Guerre mondiale, ainsi que dans la Wehrmacht à l'époque du national-socialisme. Le commandant du commandement général est un général commandant.

## Poste
Les généraux commandants ont généralement le grade de général de l'infanterie, cavalerie ou de l'artillerie. Étant donné que les formations militaires au-dessus du niveau du corps d'armée (armée, groupe d'armées) sont inconnues en temps de paix jusqu'à la Première Guerre mondiale et que les corps d'armée sont dirigés directement par leurs commandants militaires, ils jouissent d'une position exceptionnelle dans la structure militaire et étatique ; entre autres, ils ont droit à l'immédiateté avec l'empereur allemand.

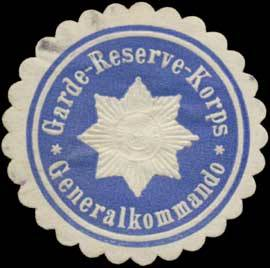
Sceau du commandement général du corps de la Garde

## Organisation
Le général commandant est assisté d'un état-major composé du chef d'état-major, de plusieurs officiers d'état-major (de) et adjudants. En cas de guerre, l'état-major est élargi pour inclure un général d'artillerie et un officier supérieur du génie avec son propre état-major.
Dans les affaires administratives et autres fonctions officielles, il aide
- la direction,
- le cabinet médical avec le médecin du corps,
- la Haute Cour de justice ,
- un aumônier militaire et
- un vétérinaire de corps

L'ensemble de ces personnes forment le commandement général. Les ordres moins importants, que le général commandant ne signe pas lui-même, sont émis par le commandement général et signés par le chef d'état-major.
Lorsqu'un commandement général est mobilisé, un "commandement général adjoint" est formé dans le district de corps d'armée ou le district militaire associé, qui reprend les tâches territoriales du commandement général. Le commandant du commandement général adjoint est le commandant général adjoint. Au cours de la Première Guerre mondiale, à partir de 1916, les commandements généraux z. b. V. (commandements généraux à usage spécial) sont créés. Il s'agit uniquement de postes de commandement, et des unités militaires y sont affectées en fonction des besoins.